# Il segreto di Vera Drake
Il segreto di Vera Drake (Vera Drake) è un film del 2004 diretto da Mike Leigh.
La pellicola ha vinto il Leone d'oro al miglior film alla 61ª Mostra internazionale d'arte cinematografica di Venezia.

## Trama
Londra 1950. Vera, la protagonista, è una buona madre, una devota e irreprensibile moglie, ma ha un segreto: pratica aborti clandestini con l'aiuto di un'amica che le procura gli appuntamenti. Svolge questa attività con la convinzione di aiutare le giovani donne che si trovano in difficoltà. Una ragazza viene ricoverata in ospedale per complicazioni a seguito dell'intervento di Vera. Il medico che l'ha in cura, accortosi che era stato praticato un tentativo di aborto, interroga la madre circa le circostanze e chiama la polizia. La donna, nonostante una prima ritrosia, vuota il sacco e rivela agli investigatori il nome di Vera Drake.
La polizia le fa visita a casa proprio nel bel mezzo del festeggiamento per il fidanzamento della figlia. Tra lo stupore dei familiari, Vera viene portata nella camera da letto per poter essere interrogata. Tra le lacrime ammette tutto, ma aggiunge che lo faceva solo per aiutare ragazze sole che non avevano i mezzi per tenere i bambini e si dimostra turbata alla notizia che la ragazza che aveva cercato di aiutare si fosse aggravata.
Vera viene portata in commissariato, mentre i familiari sono ancora all'oscuro delle motivazioni. Il marito, turbato, la segue. Durante il secondo interrogatorio si scopre che anche Vera da giovane subì un aborto. La donna rimane inoltre sconvolta nello scoprire che l'amica, che le dava i nominativi delle ragazze da aiutare, si faceva pagare; Vera, al contrario, non lo faceva per soldi, ma solamente per aiutare il prossimo. Dopo aver firmato la propria confessione, rivela al marito ciò che aveva fatto e questi, nonostante sia turbato dalla notizia, si dimostrerà comprensivo e le darà il suo appoggio.
Dopo una notte passata in cella, il mattino seguente le viene concessa la libertà condizionata dietro cauzione. Il processo vero e proprio si terrà il mese seguente. Tornata a casa, il figlio si dimostra sconvolto, non riesce a capire le motivazioni che hanno spinto sua madre a compiere all'oscuro di tutti una tale "indecenza", una cosa così sbagliata. Il giorno del processo, le vengono inflitti 2 anni e 6 mesi di carcere, dove incontra altre donne che - come lei - aiutavano le giovani ragazze in difficoltà.

## Produzione
Nel girare il film, il regista ha adottato un metodo molto particolare: fra gli attori che interpretano i componenti della famiglia Drake, soltanto la protagonista Imelda Staunton sapeva che il tema del film fosse l'aborto. Gli altri attori lo hanno dunque scoperto successivamente, così che le reazioni dei loro personaggi allo svelarsi del segreto risultassero più credibili. Leigh ha allo stesso modo scelto attori britannici al posto di star di Hollywood per poter rappresentare con maggior realismo la società britannica degli anni '50. La cifra spesa per la produzione del film ammonta a 11 milioni di dollari.

## Accoglienza

### Critica
Secondo l'aggregatore di recensioni Rotten Tomatoes, il film ha ottenuto un indice di apprezzamento del 92% e un voto di 7,9 su 10 sulla base di 160 recensioni. Secondo Metacritic, il film ha ottenuto un voto di 83 su 100 sulla base di 40 recensioni.

### Incassi
Il film ha incassato 13,5 milioni di dollari al botteghino.

## Riconoscimenti
- 2005 – Premio Oscar
  - Nomination Miglior regista a Mike Leigh
  - Nomination Miglior attrice protagonista a Imelda Staunton
  - Nomination Miglior sceneggiatura originale a Mike Leigh
- 2004 - British Independent Film Awards
  - Miglior film a Simon Channing-Williams
  - Miglior regia a Mike Leigh
  - Migliore attrice a Imelda Staunton
  - Miglior attore a Phil Davis
  - Miglior attore/attrice non protagonista a Eddie Marsan
  - Miglior produzione a Simon Channing-Williams
  - Nomination Miglior sceneggiatura a Mike Leigh
- 2004 - European Film Awards
  - Miglior attrice a Imelda Staunton
  - Nomination Miglior film a Simon Channing-Williams
- 2004 – Festival del Cinema di Venezia
  - Leone d'oro a Simon Channing-Williams
  - Miglior interpretazione femminile a Imelda Staunton
- 2004 – Camerimage
  - Miglior direttore della fotografia a Dick Pope
- 2005 – Golden Globe
  - Nomination Miglior attrice in un film drammatico a Imelda Staunton
- 2005 - Premio BAFTA
  - Miglior regista a Mike Leigh
  - Miglior attrice protagonista a Imelda Staunton
  - Migliori costumi a Jacqueline Durran
  - Nomination Miglior film a Simon Channing-Williams
  - Nomination Miglior attore non protagonista a Phil Davis
  - Nomination Migliore attrice non protagonista a Ruth Sheen
  - Nomination Migliore sceneggiatura originale
  - Nomination Miglior film britannico a Simon Channing-Williams